# Jinhua (socken i Kina, Sichuan, lat 29,96, long 103,92)
Jinhua (kinesiska: 金花乡, 金花) är en socken i Kina. Den ligger i provinsen Sichuan, i den sydvästra delen av landet, omkring 79 kilometer söder om provinshuvudstaden Chengdu.
Genomsnittlig årsnederbörd är 1 512 millimeter. Den regnigaste månaden är juli, med i genomsnitt 367 mm nederbörd, och den torraste är januari, med 14 mm nederbörd.